# The Ritchie Family
The Ritchie Family was een Amerikaans meidentrio uit Philadelphia met meerdere hits in het disco-tijdperk.

## Bezetting
Oprichting
- Cheryl Jacks[2]
- Cassandra Wooten[3]
- Gwen Oliver[4]

Vanaf 1978
- Jacqui Smith-Lee[5]
- Dodie Draher[6] (later vervangen door Linda James[7])
- Ednah Holt[8] (later vervangen door Vera Brown[9])

## Geschiedenis
Het trio bestond uit Afro-Amerikaanse zangeressen en werd geformeerd door de Franse producenten Jacques Morali en Henri Belolo. Van 1975 tot 1977 nam de groep vier albums op, waaronder Brazil (1975) en African Queen (1977). De naam van de groep was gebaseerd op de voornaam van hun platenproducent Richie Rome.
Hun eerste hitsingle Brazil bereikte in 1975 de top 20 in de Verenigde Staten en was een remake van het uit de jaren 1930 afkomstige lied Brazil (Aquarela do Brasil) van Ary Barroso. Ook het gelijknamige album verkocht goed. In het daaropvolgende jaar verscheen hun album Arabian Nights met de song The Best Disco in Town (Alarmschijf in 1976). Het was een medley van eerdere discosongs, waaronder Life Is Music, Lady Luck en Quiet Village en werd een wereldwijde hit. Hun volgende album Life is Music, dat een muzikaal thema uit de jaren 1930 volgde en het album African Queens waren slechts doorsnee-successen. Elk van deze vier albums was een conceptalbum en allen begonnen met een 15 tot 20 minuten durende medley.
In 1978 werden de groepsleden vervangen. Hun in hetzelfde jaar verschenen album American Generation was een beginnend afscheid van het disco-tijdperk richting europop, ofschoon een single de titel I Feel Disco Good droeg. Delen van het album werden ook toegepast als filmmuziek bij de Franse filmkomedie Je te tiens, tu me tiens par la barbichette van Jean Yanne. Het trio trad op in zeer exotische en deels uiterst prullige, maar verleidelijke kostuums. Daarna volgde het album Bad Reputation. Aan het einde van de promotietournee voor dit album verliet Ednah Holt het trio en formeerde ze haar eigen groep Ednah Holt & Starluv. Ze werd vervangen door leadzangeres Vera Brown. De groep had opnieuw succes met de single Put Your Feet to the Beat.
The Ritchie Family namen daarna het album Give Me a Break op, dat de hitsingles Give Me a Break en Never Be Able to Set You Free bevat. De verdere albumpublicaties pakten door het nieuwe partnerschap met Jacques Fred Petrus en Mauro Malavasi, die afkomstig waren van de Italiaans/Amerikaanse discoband Change, volledig anders uit. Het album heette I'll Do My Best For You Baby, gevolgd door All Night All Right. Na deze plaat verliet Draher de groep en werd vervangen door Linda James.
In 1980 ging de groep samen met The Village People om samen de film Can't Stop the Music te draaien. De film haalde het niet bij de critici en het publiek, maar desondanks werd de soundtrack van de film wereldwijd goed verkocht. Na het besluit om de groep te ontbinden, werd bij producent Jacques Morali hiv geconstateerd. De groep bleef echter samen als Vera Brown & the Rich Girls voor de enige song Too Much Too Fast, die echter geen succes werd. Brown hergroepeerde daarna met Dodie Draher en Jacqui Smith-Lee The Ritchie Family, echter zonder nieuwe opnamen uit te brengen. De oorspronkelijke leden Wooten, Jacks en de nieuwe aanwinst Renee Guilory-Wearing hadden de groep opnieuw gereactiveerd.
Gwendolyn Oliver, die met Fred Wesley was gehuwd, overleed op 27 november 2020 op 71-jarige leeftijd.

## Discografie

### Singles
- 1975:	Brazil
- 1975: I Want to Dance with You (Dance with Me)
- 1976: The Best Disco in Town
- 1976:	Istanbul/Baby I'm on Fire
- 1977:	African Queens/Part II
- 1977:	African Queens/Summerdance
- 1977:	Quiet Village/Voodoo
- 1977:	Quiet Village/Versions
- 1977:	Life Is Music
- 1978:	American Generation
- 1978:	Good In Love/I Feel Disco Good
- 1978:	La Barbichette/Forever Dancing
- 1979:	Where Are the Men?/Bad Reputation
- 1979: Put Your Feet to the Beat/Bad Reputation
- 1979:	Put Your Feet to the Beat/Sexy Man
- 1979:	It's a Man's World/Bad Reputation
- 1980:	Give Me a Break/Bad Reputation (#15 NL)
- 1980:	All My Love/Bad Reputation
- 1980:	All My Love/Versions
- 1980:	I'll Never Be Able to Set You Free/Not As Bad As It Seems
- 1982:	I'll Do My Best/You've Got Me Dancin’
- 1982:	Walk With Me
- 1982:	Real Love/Stop and Think
- 1982:	Alright on the Night/You Can Always Count on Me
- 1983:	All Night, All Right/Versions
- 1983:	This Love’s on Me/Tonight I Need to Have Your Love
- 1987:	The Best Disco in Town (remix)/American Generation (#93 NL)
- 1995:	I'll Do My Best/Versions
- 1996:	I'll Do My Best/Versions
- 1997: American Generation/Versions
- 1997: Brazil - Remix
- 1998: The Best Disco in Town - Remix

### Albums
- 1975:	Brazil
- 1976:	Arabian Nights
- 1977:	Life Is Music
- 1977: African Queens
- 1978:	American Generation
- 1979:	Bad Reputation
- 1979:	Je te tiens, tu me tiens par la barbichette
- 1980:	Can't Stop the Music
- 1980:	Give Me a Break
- 1982:	I'll Do My Best
- 1983:	All Night, All Right
- 1990:	Greatest Hits
- 2005:	The Best of

### Hitlijsten
| Single met eventuele hitnotering(en) in de Nederlandse Top 40 | Datum van verschijnen | Datum van binnenkomst | Hoogste positie | Aantal weken | Opmerkingen |
| ------------------------------------------------------------- | --------------------- | --------------------- | --------------- | ------------ | ----------- |
| Brazil                                                        | 1975                  | 27-09-1975            | 24              | 4            |             |
| The Best Disco In Town                                        | 1976                  | 23-10-1976            | 2               | 9            |             |
| American Generation                                           | 1978                  | 10-03-1979            | 13              | 7            |             |
| Give Me A Break                                               | 1980                  | 06-09-1980            | 20              | 6            |             |